# لغات إفريقية آسيوية
اللغات الإفريقية الآسيوية أو اللغات الأفراسيوية، وتُعرف أيضًا باللغات الحامية السامية، هي إحدى المجموعات اللغوية الرئيسية التي تنقسم إليها لغات العالم، يتركّز أغلب المتحدثين بها في شمال إفريقيا والقرن الإفريقي والسودان والركن الجنوبي الغربي من قارة آسيا والتي تشمل الجزيرة العربية والهلال الخصيب، بالإضافة إلى أقليات في تركيا وإيران، وتعتبر العائلة اللغوية الأفروآسيوية هامة جدا في مجال اللغويات التاريخية كما أنها تمتلك أطول تاريخ مسجل من أي عائلة لغات أخرى.
يتحدث باللغات الأفروآسيوية ما يزيد عن 350 مليون نسمة، وتعد اللغة العربية أكثر اللغات استعمالا في هذه المجموعة بما يزيد عن 230 مليون نسمة في كل من الشرق الأوسط وشمال إفريقيا كما توجد اللغة الأمازيغية أو البربرية في شمال إفريقيا بعدد متحدثين ما بين 25 إلى 35 مليون نسمة، كما توجد لغة الهوسا في شمال نيجيريا وجنوب النيجر بحوالي 25 مليون شخص، واللغة الأمهرية في إثيوبيا بحوالي 25 مليون شخص، ولغة الأومو في كينيا وإيثيوبيا بحوالي 33 مليون شخص، واللغة الصومالية في الصومال بحوالي 15.5 مليون شخص واللغة العبرية الحديثة بحوالي 7 ملايين شخص في العالم.
بالإضافة إلى اللغات التي يتحدث بها اليوم، يوجد لغات أفرو آسيوية قديمة وهامة مثل اللغة المصرية القديمة، العربيه القديمه واللغة الكنعانيه القديمة والأكادية والآرامية وغيرها.

## أصل الكلمة
في مطلع القرن التاسع عشر، جمع اللغويون اللغات البربرية والكوشية والمصرية تحت مظلة أسرة اللغات «الحامية»، اعترافًا بالقرابات الجينية لهذه اللغات مع بعضها البعض ومع تلك ضمن الفرع السامي.[إخفاق التحقق] اشتق مصطلحا «الحامية» و«السامية» من سفر التكوين، الذي يصف مختلف القبائل التوراتية المنحدرة من قصة حام وسام ابنا نوح. بحلول ستينات القرن التاسع عشر، خلص تطوير العناصر التأسيسية الرئيسية داخل أسرة اللغات الإفريقية الآسيوية الأوسع.
قدم فريدريش مولر اسم «الحامية – السامية» لعائلة اللغات بكاملها في عمله باسم «جريندريس دير سبراتشويسرشيفت (مخطط اللغويات)» عام 1876. صاغ موريس ديلافوسي (1914) فيما بعد مصطلح «أفرآسيوية» (التي غالبًا ما تكتب اليوم أفرو – آسيوية). إلا أنه لم يُستخدم بشكل عام حتى اقترح جوزيف غرينبيرغ (1950) اعتماده رسميًا. في القيام بذلك، سعى غرينبيرغ إلى التأكيد على أن «الحامية» ليست مجموعة مضبوطة، وأن التصنيفات الفرعية للغات لا تعكس العرق.
أطلق العلماء على الأسرة اسم «الإريتيرية» (تاكر 1966) و«الليسارميكية» (هودج 1972). بدلًا من كلمة «حاميتو – سامية». اقترح عالم اللغة الروسي إيغور دياكونوف فيما بعد مصطلح «أفراسيان»، أي «نصف إفريقي، نصف آسيوي»، في إشارة إلى التوزيع الجغرافي للغات المكونة للأسرة.
لا يزال مصطلح «حاميتو–سامية» يستخدم في السياق الأكاديمي لبعض البلدان الأوروبية، وكذلك في التعداد الرسمي لحكومة الهند.

## التوزع والأفرع

العلاقات الرابطة بين فروع عائلة اللغات الأفروآسيوية (ليبينسكي2001)

المقترح الذي قدّمه بعض علماء اللسانيات في تصنيف فروع عائلة اللغات الأفروآسيوية

لايتعامل العلماء عمومًا مع عائلة اللغات الإفريقية الآسيوية على أنها تشمل الفروع التالية:
- البربرية
- التشادية
- الكوشية
- المصرية
- الأوموتية
- السامية

على الرغم من الاتفاق العام على هذه العائلات الست، إلا أن علماء اللسانيات الذين يدرسون اللغات الإفريقية الآسيوية يثيرون بعض نقاط الخلاف، وخاصة:
- يعد فرع اللغة الأوموتية الأكثر إثارة للجدل ضمن أسرة اللغات الإفريقية الآسيوية، إذ إن الصيغ النحوية التي أعطى لها معظم اللغويين الثقل الأكبر في تصنيف اللغات ضمن الأسرة «إما غائبة أو متذبذبة بشكل واضح» (هايوارد 1995). غرينبيرغ (1963) وآخرون اعتبروها مجموعة فرعية من اللغة الكوشية، في حين أثار آخرون الشكوك حول كونها جزءًا من اللغات الإفريقية الآسيوية أصلًا (مثل ثييل 2006).[1]
- أيضًا، تعتبر الهوية الإفريقية الآسيوية للغة العونغوتا موضع تساؤل واسع، كذلك لموضعها ضمن اللغات الإفريقية الآسيوية ممن يقبلون بها، وذلك بسبب المظهر «المختلط» للغة وندرة البحث والبيانات المتعلقة بها. يقترح هارولد فليمنغ (2006) أن تشكل عونغوتا فرعًا مستقلا عن اللغات الإفريقية الآسيوية.[7] يرى بوني ساندز (2009) أن اقتراح سافا وتوسكو (2003) هو الأكثر إقناعًا: أي أن عونغوتا هي لغة شرق كوشية مع قوام من اللغات النيلية الصحراوية.[1]
- لغة باجة، التي تندرج أحيانًا كفرع مستقل من اللغات الإفريقية الآسيوية، هي غالبًا تندرج أكثر ضمن فرع اللغات الكوشية، الذي بدوره يتمتع بدرجة كبيرة من التنوع الداخلي.
- لا يوجد توافق في الآراء بشأن العلاقات المتبادلة بين الفروع الخمس غير الأوموتية من اللغات الإفريقية الآسيوية. هذا الموقف ليس غريبًا، حتى بين العائلات اللغوية الراسخة منذ القدم: إذ على سبيل المثال: كثيرًا ما يختلف العلماء بشأن التصنيف الداخلي للغات الهندية الأوروبية.
- اقتُرحت اللغة الميريوتية المنقرضة (بروس تريغر، 1964،[8] 1977[9]) كلغة إفريقية آسيوية غير مصنفة، لأنها تشترك في قانون تتابع الأصوات المميز للأسرة، ولكن لا يوجد دليل كاف لضمان ذلك التصنيف (فريتز هنتز، 1974،[10] 1979[11]).
- لم يتم الاتفاق على تصنيف لغة كوجارجي ضمن أسرة اللغات الإفريقية الآسيوية. يشير بلينش (2008) إلى أن الكثير من المفردات الأساسية تبدو كوشية، ويتكهن بأن لغة كوجارجي قد تكون انتقالًا لغويًا محافظًا بين التشادية والكوشية.[12]

## التراكيب السكانية
تشمل اللغات الإفريقية الآسيوية الأخرى التي يجري النطق بها على نطاق واسع التالي:
- اللغة العربية (سامية)، هي أكثر اللغات الإفريقية الآسيوية انتشارًا، حيث يتكلمها أكثر من 300 مليون ناطق أصلي.
- اللغة الهوسية (تشادية)، هي اللغة المهيمنة في شمال نيجيريا وجنوب النيجر، حيث يتكلمها أكثر من 40 مليون نسمة كلغة أولى ويستخدمها 20 مليون شخص آخر في غرب إفريقيا ومنطقة الساحل الإفريقي.[13]
- الأورومية (كوشية)، التي يتم التحدث بها في إثيوبيا وكينيا من قبل نحو 34 مليون شخص.
- الأمهرية (سامية)، يتم التحدث بها في إثيوبيا، إذ يبلغ عدد الناطقين بها أكثر من 25 مليون ناطق أصلي بالإضافة إلى ملايين الإثيوبيين الآخرين الذين يتحدثون بها كلغة ثانية.[14]
- الصومالية (كوشية)، يتكلم بها 16 مليون شخص في الصومال وجيبوتي وشرق إثيوبيا وشمال شرق كينيا.[15]
- العفارية (كوشية)، يتكلم بها 7.5 مليون شخص في إثيوبيا وجيبوتي وإريتريا.[16]
- التشلحيت (بربرية)، يتكلم بها نحو 7 ملايين شخص في المغرب.[17]
- التغرينية (سامية)، يتكلم بها نحو 6.9 ملايين شخص في إريتريا وإثيوبيا.[18]
- القبائلية (بربرية)، يتكلم بها نحو 5.6 مليون شخص في الجزائر.[19]
- العبرية (سامية)، يتكلم بها نحو 9 ملايين شخص (ملايين ناطق بها كلغة أولى و4 ملايين ناطق بها كلغة ثانية) بين سكان إسرائيل والمغتربين اليهود؛ العبرانية قبل الحداثة هي اللغة الطقسية للديانة اليهودية[20] والشعب السامري.
- بربرية الأطلس المتوسط، يتكلم بها نحو 4.6 مليون شخص في المغرب.[21]
- التريفيت (بربرية)، يتكلم بها نحو 4.2 مليون شخص في المغرب.[22]
- الشاوية (بربرية)، يتحدث بها أكثر من 3 ملايين شخص على الأقل شرق الجزائر.[23]
- اللغات الغوراجية (سامية)، مجموعة من اللغات يتحدث بها أكثر من مليوني شخص في إثيوبيا.[24]
- المالطية (سامية)، يتكلم بها نحو نصف مليون شخص في مالطا والشتات المالطي. انحدرت المالطية من اللغة العربية الفصحى بشكل مستقل عن اللهجات العربية الحديثة، وتحوي ركائز رومنسية، وتُكتب في الأبجدية اللاتينية منذ القرن الرابع عشر على الأقل.[25]
- الآرامية الآشورية الحديثة (سامية)، هي مجموعة متنوعة من الآرامية الحديثة، ويتحدث بها أكثر من 500 ألف شخص في الشتات الآشوري.[26]

## تاريخ التصنيف
في القرن التاسع، كان النحوي العبراني يهوذا بن قريش من تيارت في الجزائر أول من ربط فرعين من اللغات الإفريقية الآسيوية سويًا؛ إذ أدرك العلاقة بين البربرية والسامية. عرف عن السامية من خلال دراسته للعربية، والعبرية، والآرامية. خلال القرن التاسع عشر، بدأ الأوروبيون أيضًا باقتراح علاقات مشابهة. في عام 1844، اقترح تيودور بنفي عائلة لغوية تتكون من السامية، والبربرية، والكوشية (أطلق على الأخيرة اسم «الإثيوبية»). في نفس العام، اقترح تي. إن. نيومان نيومان علاقة بين السامية والهوسية، لكن ذلك بقي موضع خلاف وعدم يقين.
حدد فريدريش مولر اسم عائلة اللغات الحامية–السامية في عام 1876 في كتابه «مخطط اللغويات»، وعرفها بأنها تتألف من مجموعة سامية بالإضافة إلى مجموعة «حامية» تحتوي على مصرية، بربرية، وكوشية؛ واستبعد المجموعة التشادية.[بحاجة لمصدر] كان عالم المصريات كارل ريتشارد ليبسوس (1810 – 1880) هو من حصر اللغة الحامية إلى اللغات غير السامية في إفريقيا، والتي تتميز بنظام جنساني نحوي. تم اقتراح «مجموعة اللغات الحامية» تلك من أجل توحيد مختلف اللغات، خاصة في شمال إفريقيا، بما في ذلك اللغة المصرية القديمة، واللغات البربرية، واللغات الكوشية، ولغة باجة، واللغات التشادية. على عكس مولر، اعتبر ليبسوس أن اللغة الهوسية ولغة الناما جزء من المجموعة الحامية. اعتمدت هذه التصنيفات جزئيًا على الحجج الأنثروبولوجية والعرقية غير اللغوية. استعمل كلا المؤلفين لون البشرة، ونمط المعيشة وسمات أخرى للمتحدثين الأصليين كجزء من حججهما بأن لغات معينة ينبغي تجميعها معًا.

## خصائصها
من أهم ما تتميز به هذه المجموعة من اللغات:
- اشتقاق الكلمات من جذور ثلاثية أو ثنائية مع إضافة حروف إلى البداية أو المؤخرة.
- تقسيم الكلمات المفردة إلى مذكّر ومؤنث بحيث يدل صوت «ت» في آخر الكلمة على التأنيث.
- استخدام حروف مثل ح وع.

## أصل

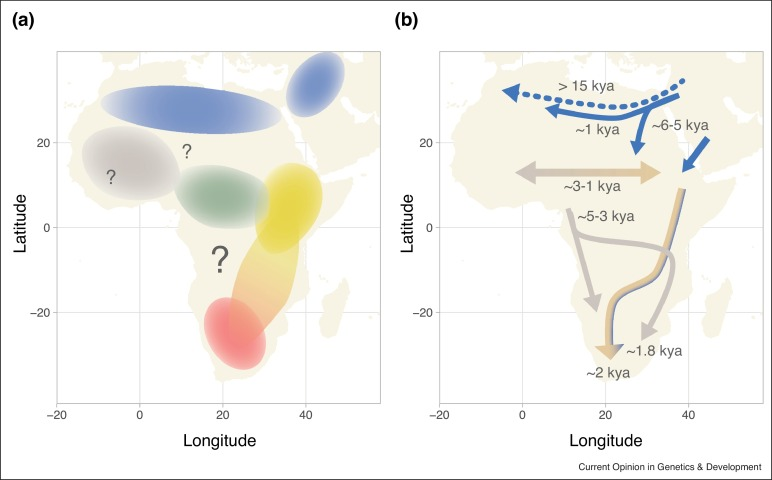
يُستدل على أن لغات الأجداد الأفروآسيوية قد تم إدخالها إلى إفريقيا خلال العصر الحجري القديم (> 15000 سنة مضت).

لا يزال مكان أصل اللغات الأفروآسيوية غير معروف. بينما يفضل بعض العلماء الأصل في بلاد الشام ، يجادل آخرون من أجل وطن في شمال شرق إفريقيا. أصل داخل إفريقيا له إجماع علمي واسع. يُقترح أنه يمكن ربط الأسلاف الأفروآسيويين بموجة هجرة العصر الحجري القديم وما قبل الزراعة إلى إفريقيا من غرب آسيا ، والتي انتشرت لاحقًا في إفريقيا ، بما في ذلك الهجرة الخلفية لاحقًا من قبل الفرع السامي إلى بلاد الشام. هذا الرأي أيضًا مدعوم على نطاق واسع بالأدلة الأثرية. وصل أصل وراثي غرب أوراسيا إلى شمال شرق إفريقيا خلال العصر الحجري القديم (قبل 15000 عام على الأقل) ، وشكل المظهر الجيني المهيمن والأصيل لشمال إفريقيا ، وبكميات كبيرة بين سكان الصحراء الكبرى والقرن الإفريقي. يُقال أن هذا الملف الجيني يمكن ربطه باللغات الأفروآسيوية.